# Floorball

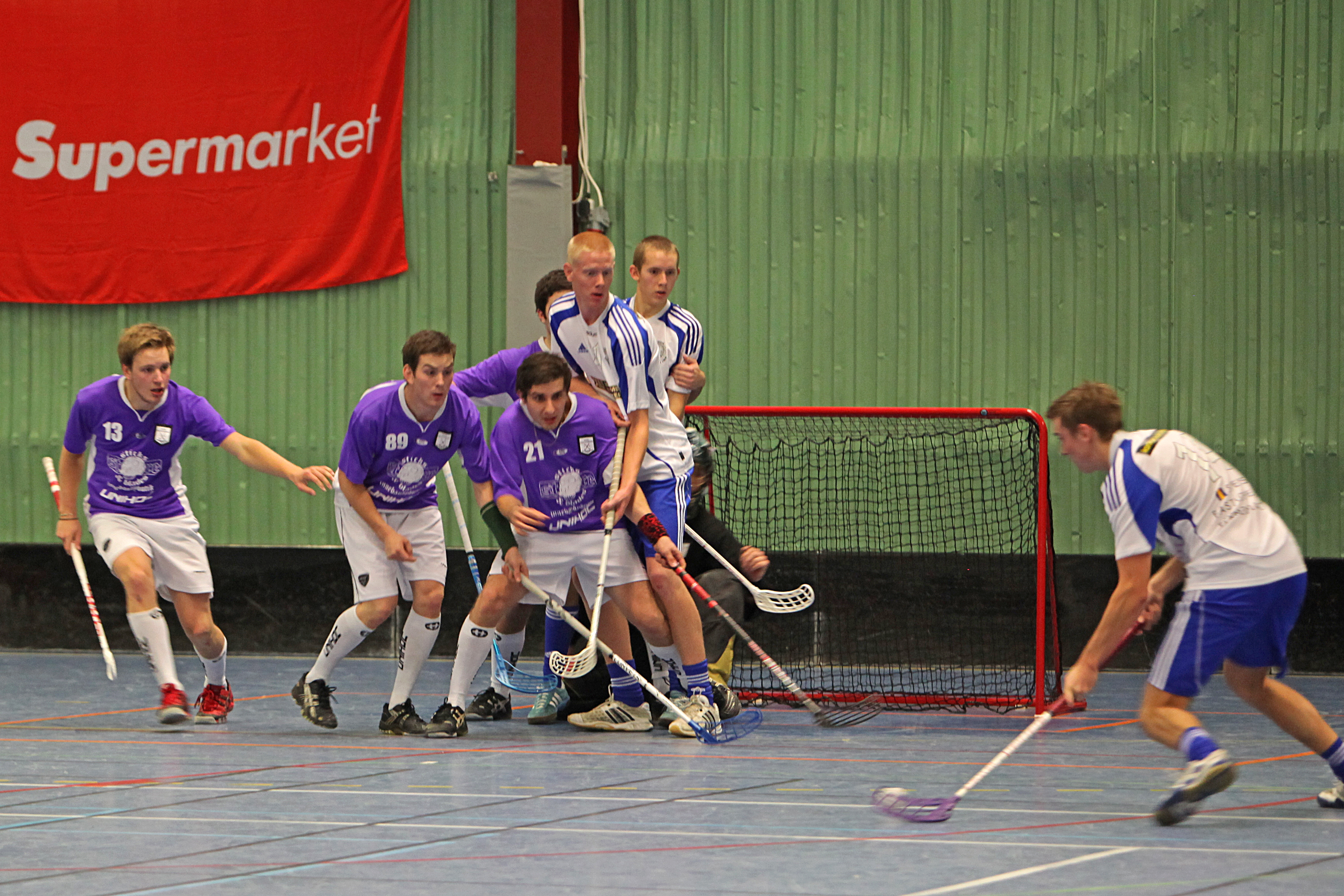
Um jogo de floorball entre duas equipas suecas: Vaxholms IBF e Salems IF.

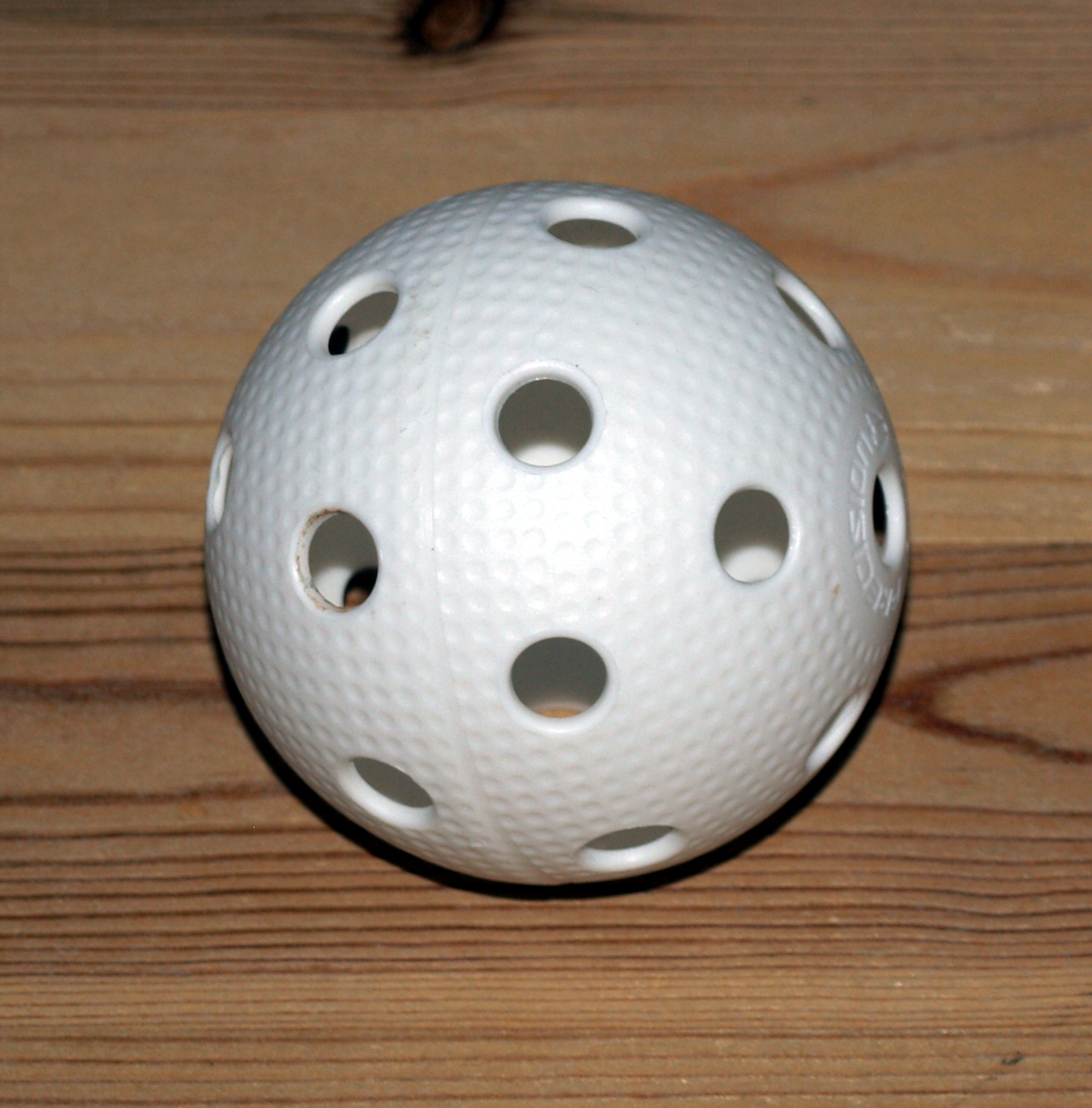
Uma bola de floorball.

O floorball é um esporte, praticado no interior de um recinto, em que se enfrentam duas equipes de seis jogadores de campo e um guarda-redes, utilizando sticks e uma pequena bola oca.
Os jogadores usam sticks de plástico para movimentar uma bola de plástico com 72 mm de diâmetro e com 26 orifícios. O objetivo do jogo é fazer com que a bola passe por dentro da baliza do adversário. Um gol equivale a um ponto. A equipe com o maior número de pontos no final vence a partida.
O floorball é um desporto rápido e fácil, praticado por muitas pessoas dos dois sexos e de variadas idades.
É uma modalidade desportiva muito popular em países como a Suécia, a Finlândia, a Suíça, a República Checa, a Noruega, a Dinamarca, Singapura, o Japão e Taiwan.

## Campeonatos nacionais
- Canadá - Canadian Floorball Championships
- Dinamarca - Floorball-Ligaen
- Finlândia - Salibandyliiga
- França - Championnat de France de Floorball
- Itália - Campionato italiano di floorball
- Suécia - Superliga sueca